# Maïné-Soroa (département)
Pour les articles homonymes, voir Maïné-Soroa.
Maïné-Soroa est un département de la région de Diffa, au sud du Niger.

## Géographie

### Administration
Maïné-Soroa est un département de la région de Diffa.

Son chef-lieu est Maïné-Soroa.
Son territoire se décompose en : 
- Communes urbaines : Maïné-Soroa.
- Communes rurales : Foulatari, Goudoumaria, N'Guelbety.

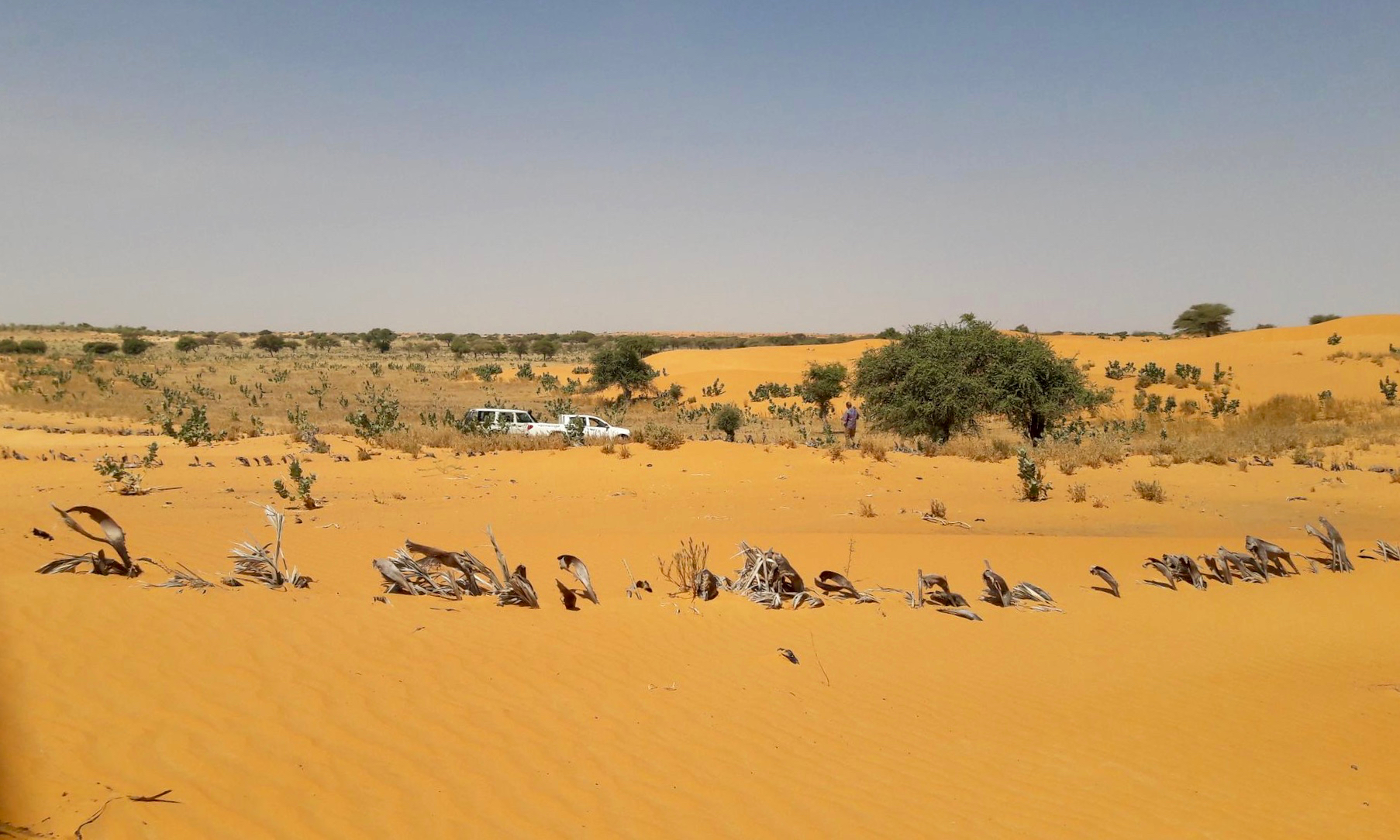
Dunes entre le hameau de Wawouri I et la Route Nationale 1, Commune de Maïné-Soroa, Niger.

### Situation
Le département de Maïné-Soroa est entouré par :
- au nord-ouest : la région de Zinder (département de Gouré),
- à l'est : les départements de N’Guigmi et Diffa,
- au sud : le Nigéria.

### Relief et environnement
La zone fait face à une importante menace d'ensablement.

## Population
La population est estimée à 202 534 habitants en 2011.
Elle compte principalement des Kanuris et des Peuls.

## Économie
Située dans la zone agropastorale, la population vit de l'agriculture et de l'élevage.

## Histoire
Après le déclin du Kanem Bornou, Mainé-Soroa est érigé en canton dirigé par les Katchiella. Le dernier en date est El Hadji Katiellou Katchiella Gaso. Au trône depuis 1955, il meurt le 14 mars 2011 l'hôpital de Niamey.
Maïné-Soroa est aussi la région natale de l'ancien président du Niger Mamadou Tandja.